# Хорчи
Хорчи, Хорчи-Усун, Хорчи-нойон (монг. Хорчи?, ᠬᠣᠷᠴᠢ?) — монгольский нойон-тысячник, один из сподвижников Тэмуджина-Чингисхана.
Происходил из рода баарин; вместе с другими бааринцами оказался на службе у Тэмуджина после разрыва того со своим побратимом Джамухой. Объясняя своё решение перейти к Тэмуджину, Хорчи рассказал о якобы увиденном им сне, предрекавшим возвышение молодого нойона. 

«Но было мне Небесное виденье: как будто красная корова к нам прибилась, и ходит та корова кругом Жамухи; его бодает, юрту на телеге норовит снести; да ненароком рог себе сломала.
«Отдай мой рог!» — мычала однорогая корова, и в Жамуху из-под ее копыт земля летела. Вдруг вижу: впряжен комолый рыжеватый вол в телегу с главной юртою на ней; тот вол дорогой проторённой идет за Тэмужином вслед, мычит; и вот что я в мычанье том услышал:
«Отец наш Небо и мать Земля сговорились
И порешили: быть Тэмужину главой государства».

Такое было мне Небесное видение».— «Сокровенное сказание монголов» (пер. А. Мелехина)
Достаточно подробную трактовку сна Хорчи даёт монгольский исследователь Д. Пурэвдорж. Так, в требовании коровы «вернуть рог» он усматривает призыв к Джамухе воссоединиться с Тэмуджином; впряжённый же вол, шедший вслед за Тэмуджином, символизирует признание за борджигинским нойоном власти, причём не только над своим улусом, но и над всем монгольским народом. Трудно сказать, действительно ли Хорчи увидел подобный сон или придумал его, понимая царившую в то время обстановку, однако за своё предсказание он попросил у Тэмуджина вознаграждения в виде должности шамана-советника и разрешения набрать себе в жёны тридцать первых красавиц улуса.  
После принятия Тэмуджином титула Чингисхана и образования Монгольской империи пожелания Хорчи были исполнены: хан не только позволил ему выбрать себе любых тридцать жён из покорённых племён, но и даровал статус нойона-тысячника, поставив во главе трёх тысяч бааринцев и пополненных до тысячи адаркинцев, чиносцев, тоолесов и теленгутов, а также повелел, чтобы отныне с Хорчи согласовывали все свои решения т. н. «лесные народы». Однако когда Хорчи отправился за жёнами к хори-туматам, те восстали и взяли его в плен. Узнав о пленении Хорчи, Чингисхан отправил на помощь ойратского вождя Худуха-беки, но тот также был схвачен туматами. После усмирения туматов отрядом Дорбо-Докшина Хорчи и Худуха-беки были освобождены; Хорчи набрал себе в жёны тридцать туматских девушек, а предводительница племени Ботохой-Таргун была отдана Худуха-беки.

## В культуре
Хорчи стал персонажем романа Исая Калашникова «Жестокий век» (1978), а также трилогии Николая Лугинова «По велению Чингисхана». Также Хорчи — один из героев китайского телесериала «Чингисхан» (2004). 